# Westminster (del av en befolkad plats i Australien)
Westminster är en del av en befolkad plats i Australien. Den ligger i regionen Stirling och delstaten Western Australia, nära delstatshuvudstaden Perth. Antalet invånare är 5 175.
Runt Westminster är det mycket tätbefolkat, med 2 103 invånare per kvadratkilometer.. Närmaste större samhälle är Perth, nära Westminster. 
Runt Westminster är det i huvudsak tätbebyggt. Genomsnittlig årsnederbörd är 820 millimeter. Den regnigaste månaden är juli, med i genomsnitt 142 mm nederbörd, och den torraste är januari, med 11 mm nederbörd.